# 上総国分寺
上総国分寺（かずさこくぶんじ）は、千葉県市原市にある真言宗豊山派の寺院。山号は医王山。院号は清浄院。本尊は薬師如来。
奈良時代に聖武天皇の詔により日本各地に建立された国分寺のうち、上総国国分寺の後継寺院にあたる。本項では現寺院とともに、創建当時の史跡である上総国分寺跡（国の史跡）についても解説する。

## 概要
養老川北岸の台地上に所在し、北東方には国分尼寺跡が残るほか、周辺には古墳・遺跡や瓦の窯跡が多く確認されている。旧国分寺の跡地に重複して位置し、その法燈を受け継ぐといわれる。
旧国分寺は応永年間（1394年-1427年）頃までの存続は確認されているが、その後は荒廃していた。寺伝では、元禄年間（1688年-1704年）に僧の快応によって再興され、正徳6年（1716年）に現在の薬師堂が落成したと伝える。また、のちに仁王門も設けられた。

## 境内
薬師堂は、江戸時代の正徳6年（1716年）の建立。堂内の厨子に本尊が安置されている。仁王門は、江戸時代中頃の建立。これら薬師堂・仁王門は市原市指定文化財に指定されている。また仁王門内の金剛力士像は、それぞれ阿形は南北朝時代、吽形は江戸時代の作で、いずれも市原市指定文化財に指定されている。
そのほか、境内には「将門塔」と称される応安5年（1372年）建立の宝篋印塔があり、市原市指定文化財に指定されている。

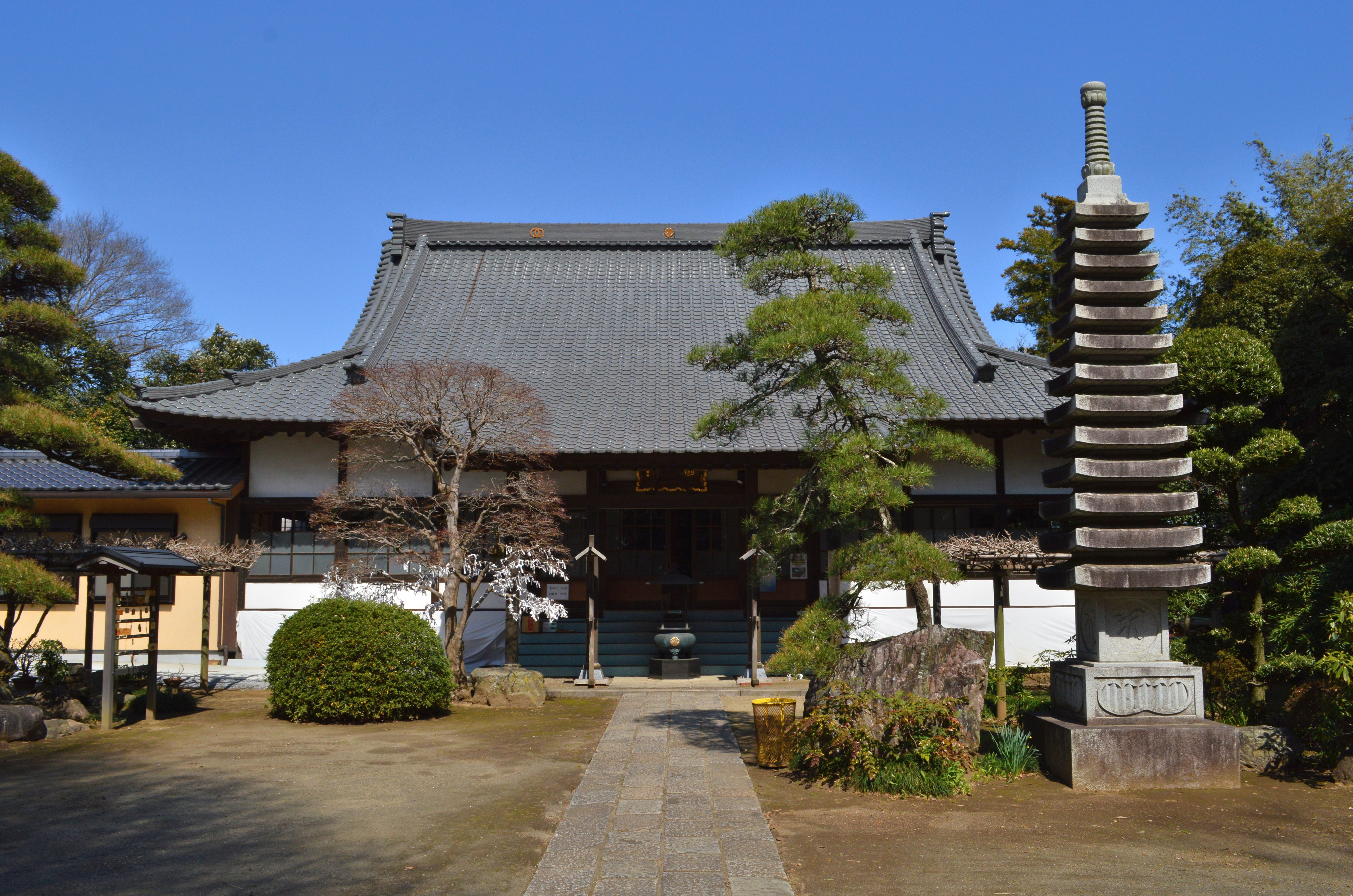
本堂
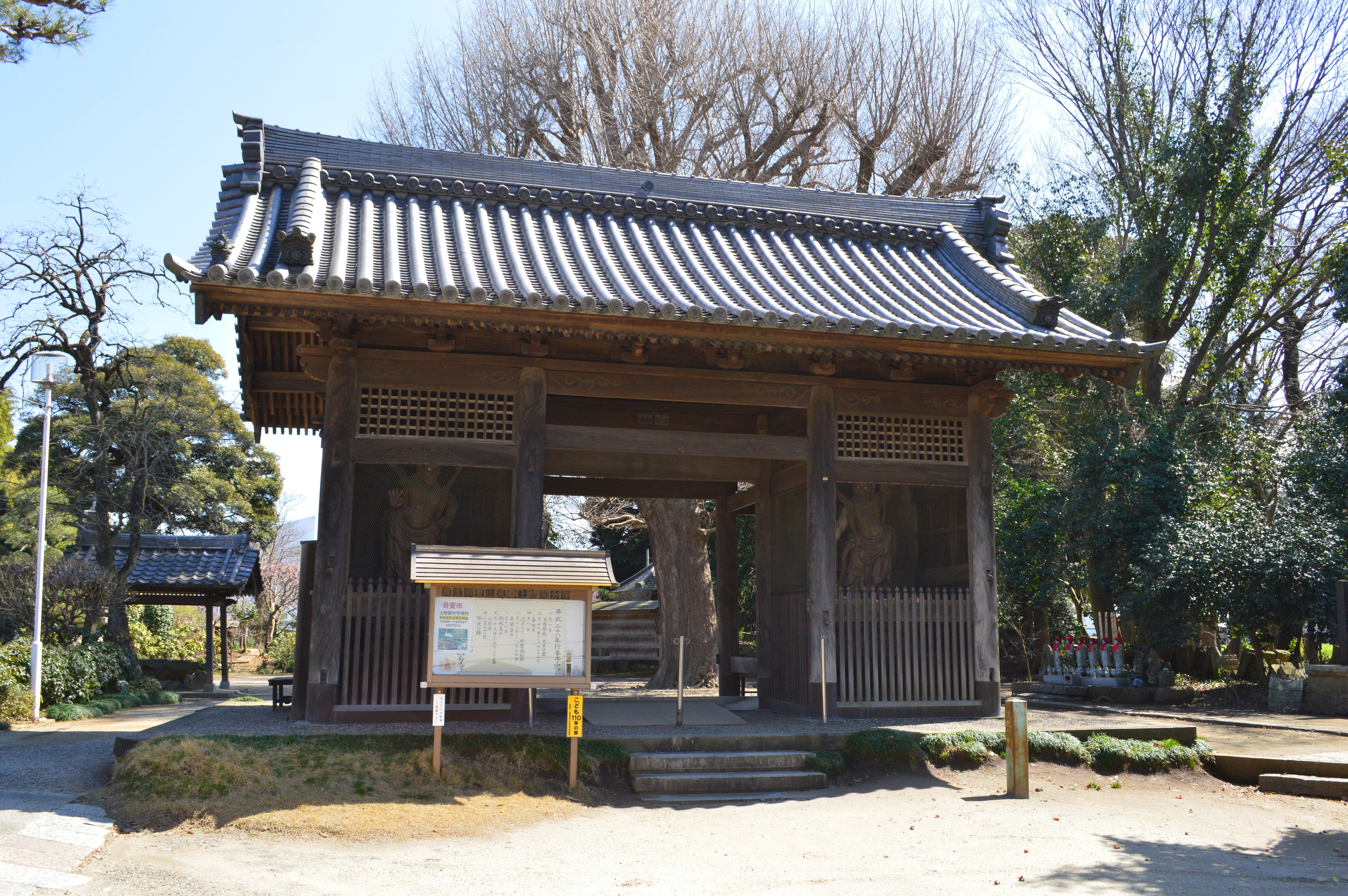
仁王門（市原市指定文化財）
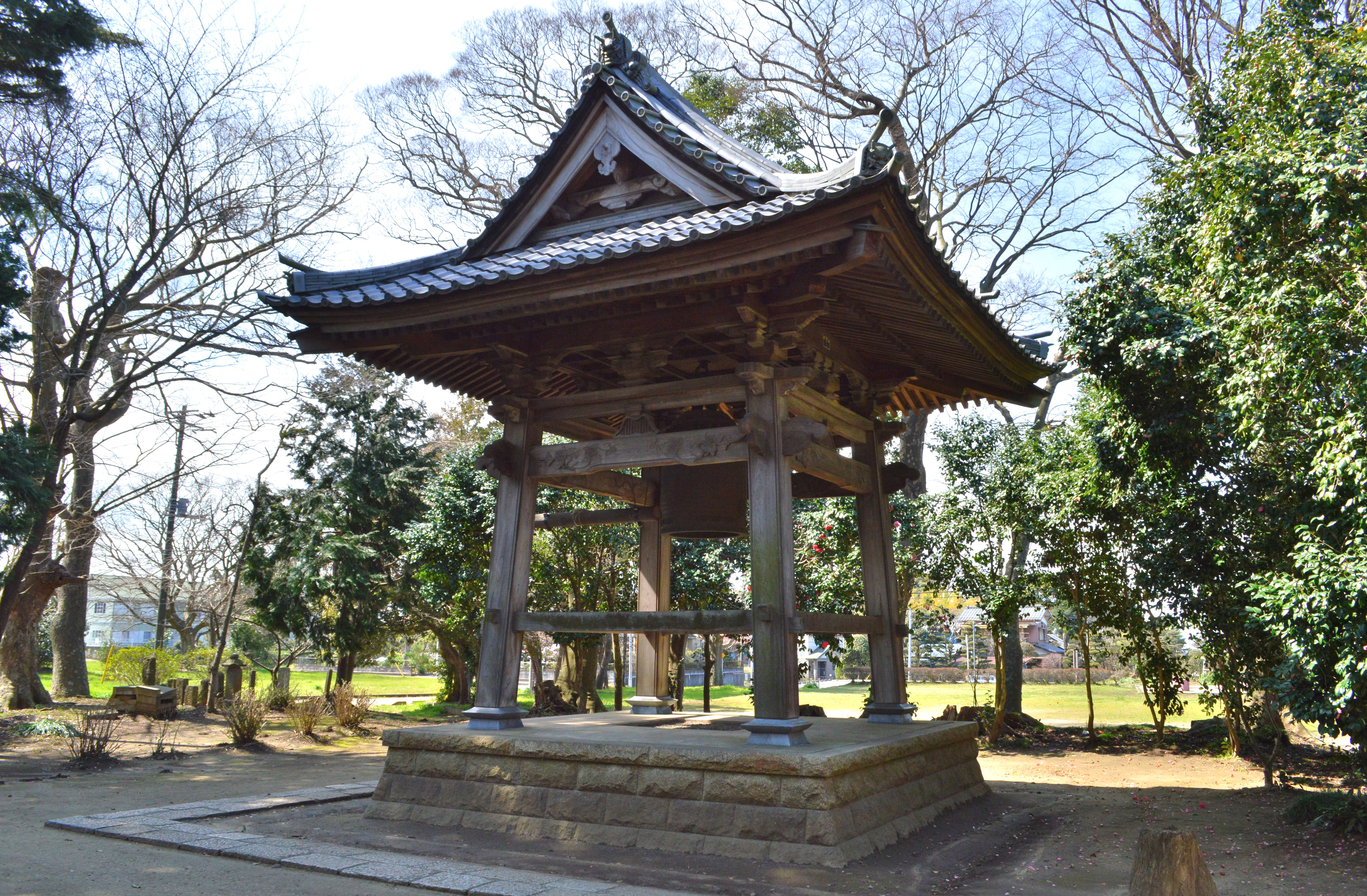
鐘楼
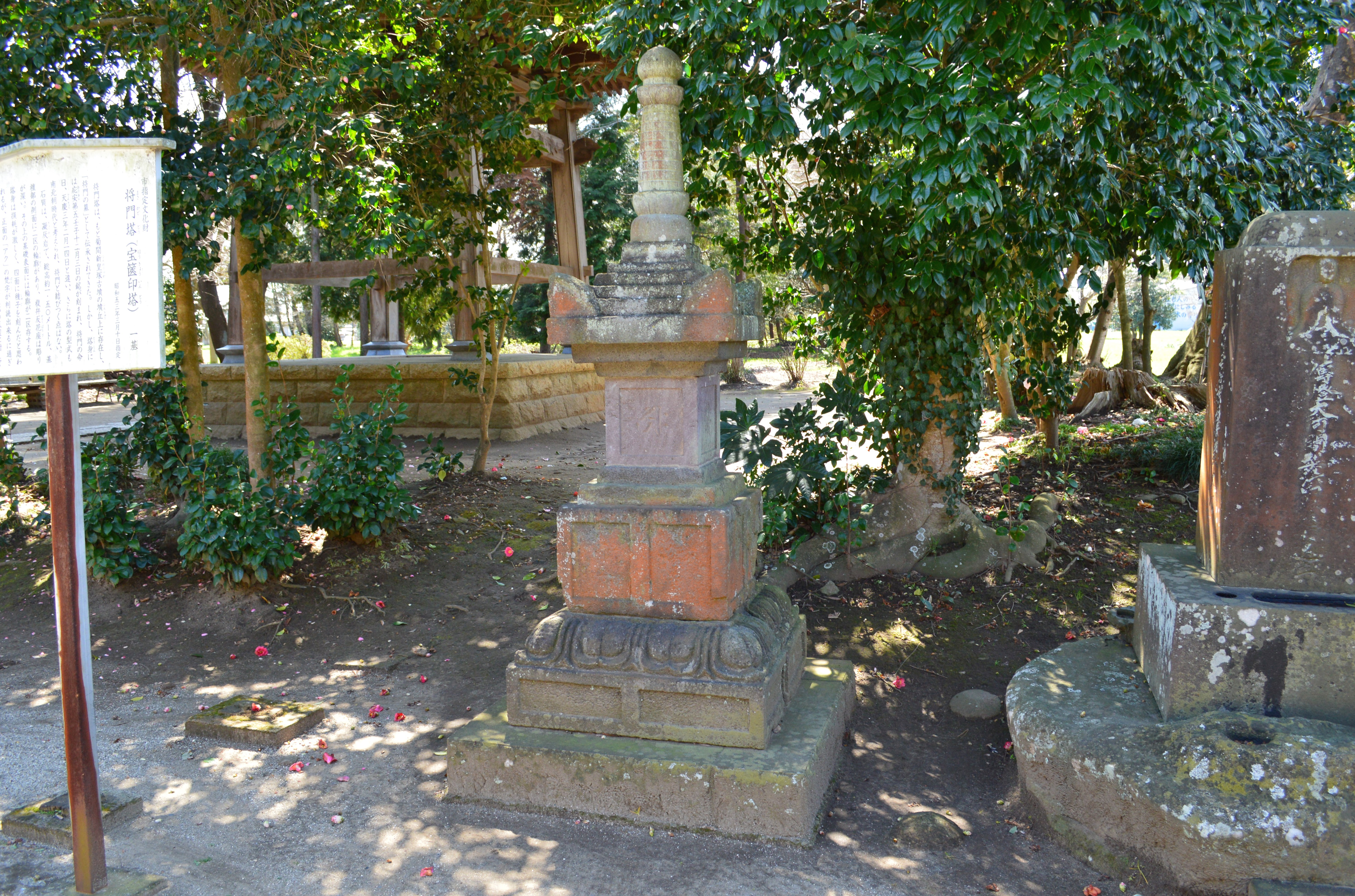
将門塔（市原市指定文化財）

## 上総国分寺跡

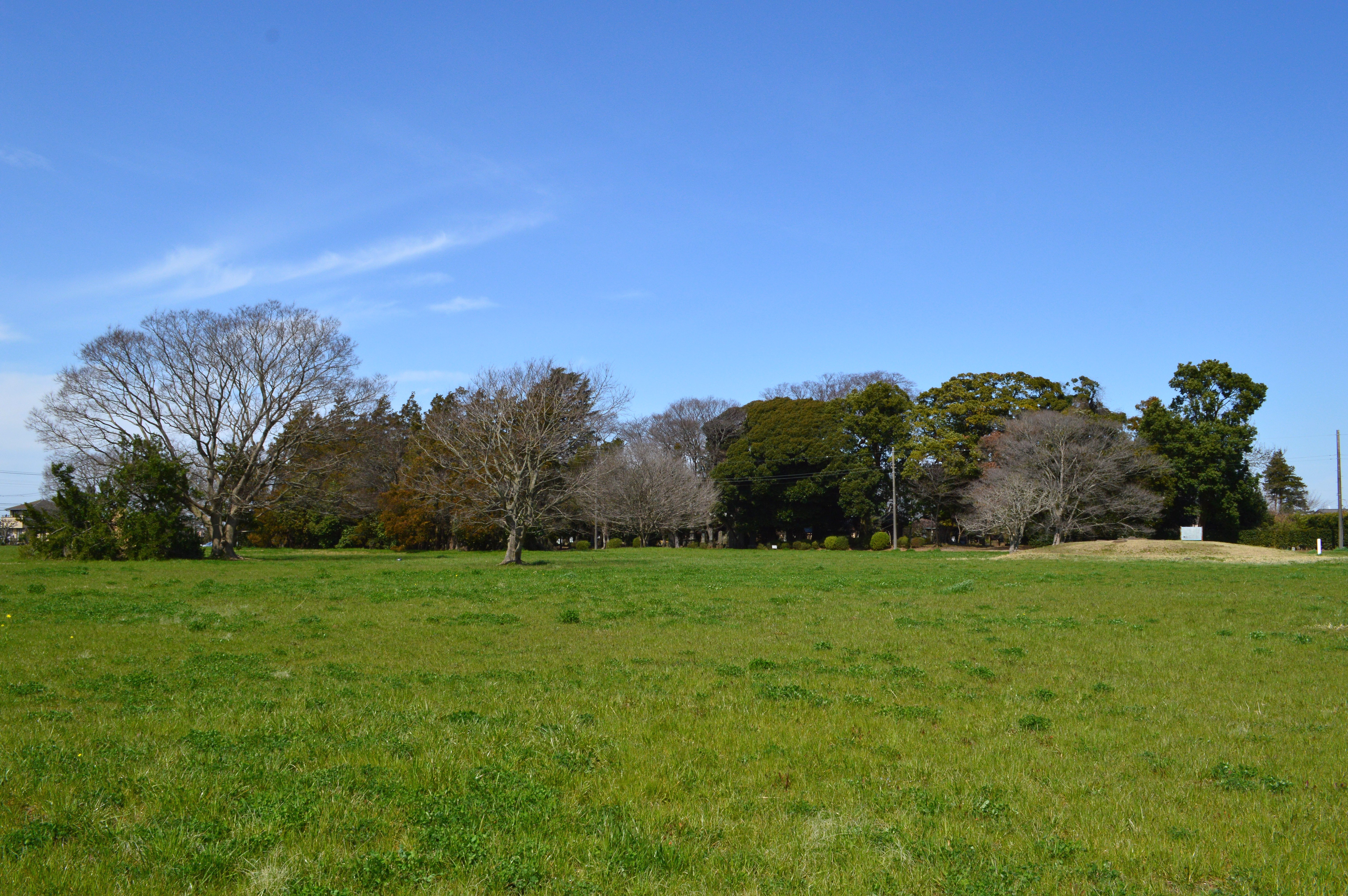
遠景左端に中門跡、右端に塔跡。中央奥が金堂跡で現国分寺境内と重複。

国分寺跡は現在の国分寺と重複している。周囲に谷や古墳があるため寺域は四角形ではない。南北478m、東西は北辺：254m・中央：345m・南辺：299m、面積は139,000m2に及ぶ（武蔵・下野に次ぐ大きさ）。主要な伽藍地は南北219m、東西194mで、大官大寺式の伽藍配置。
伽藍は大きく2期の造営時期が確認され、1期目は仮設的意味合いが強い。旧国分寺は応永年間頃まで存続が確認されている。
なお、千葉県立中央博物館内に当寺の復元予想模型が、市原市役所内に塔の復元予想模型がある。

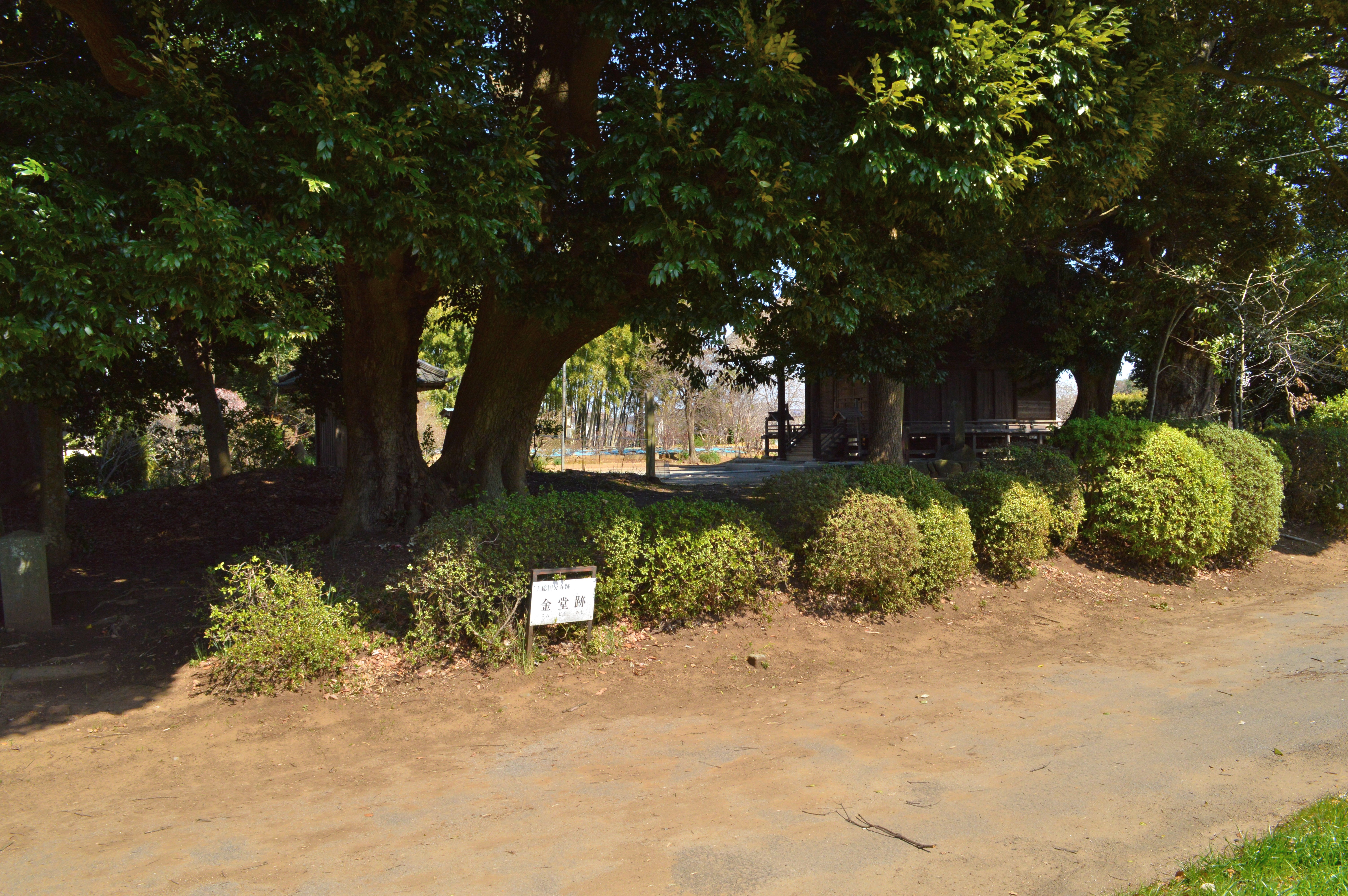
金堂跡
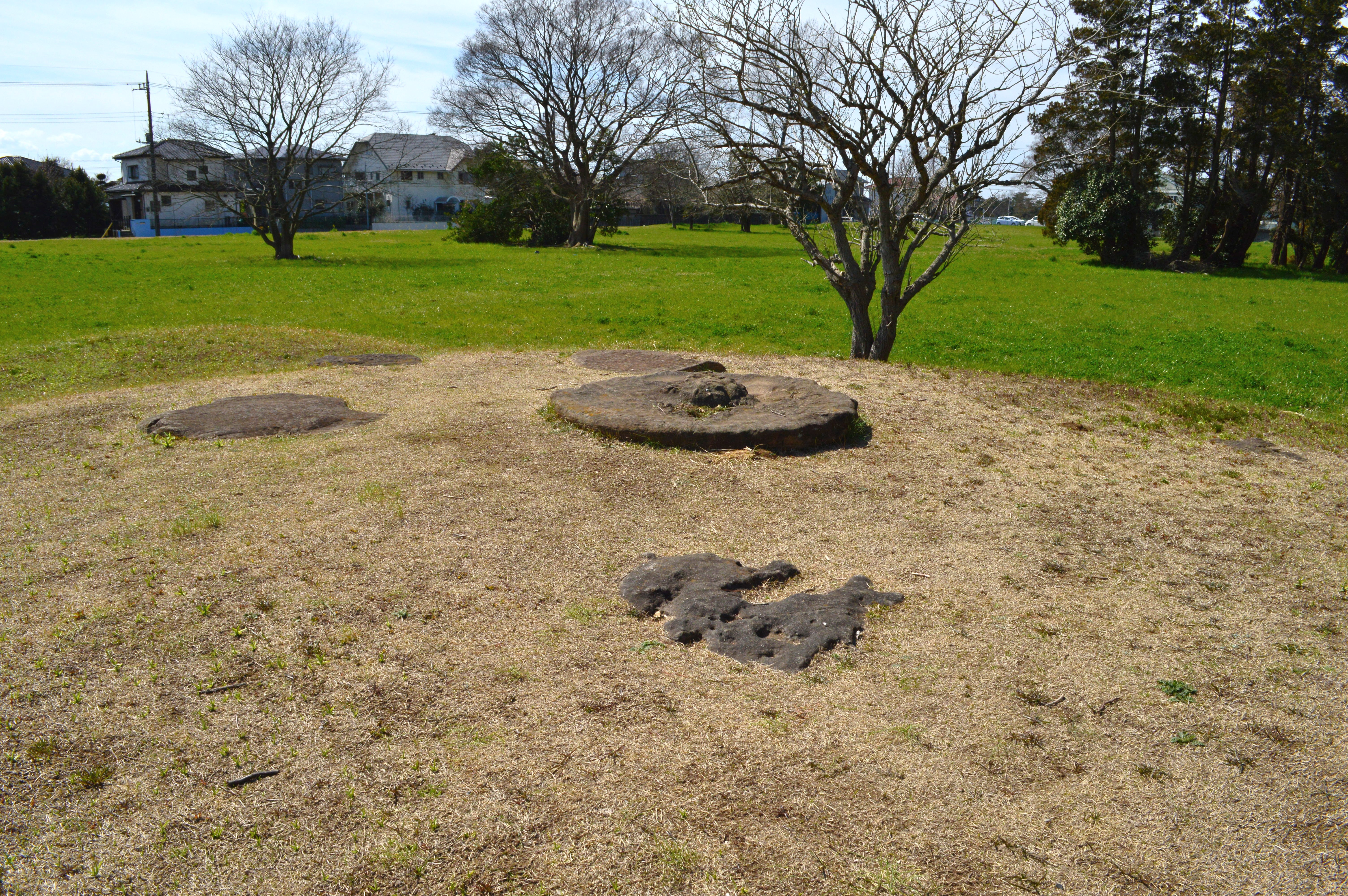
七重塔跡
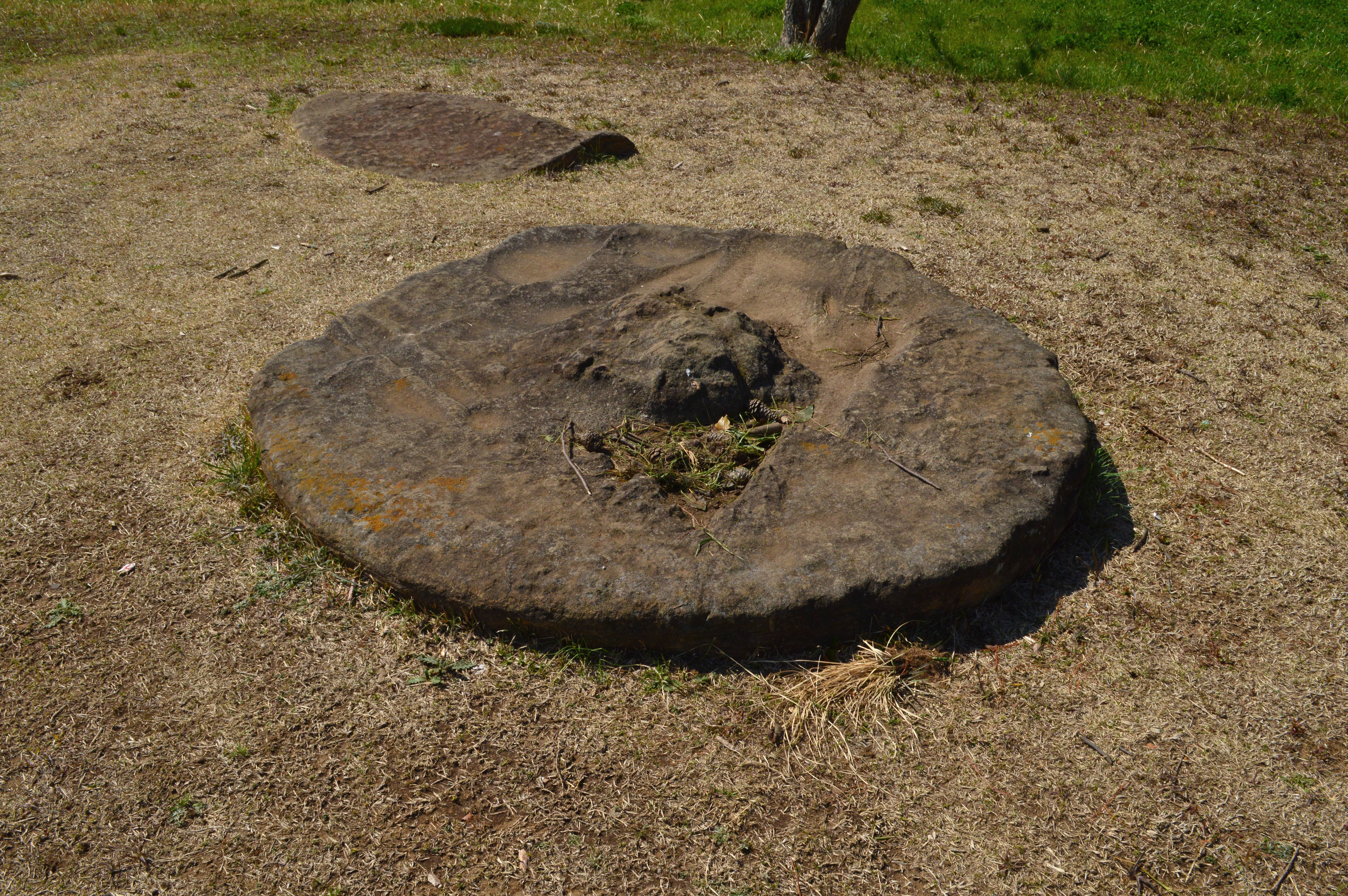
塔心礎
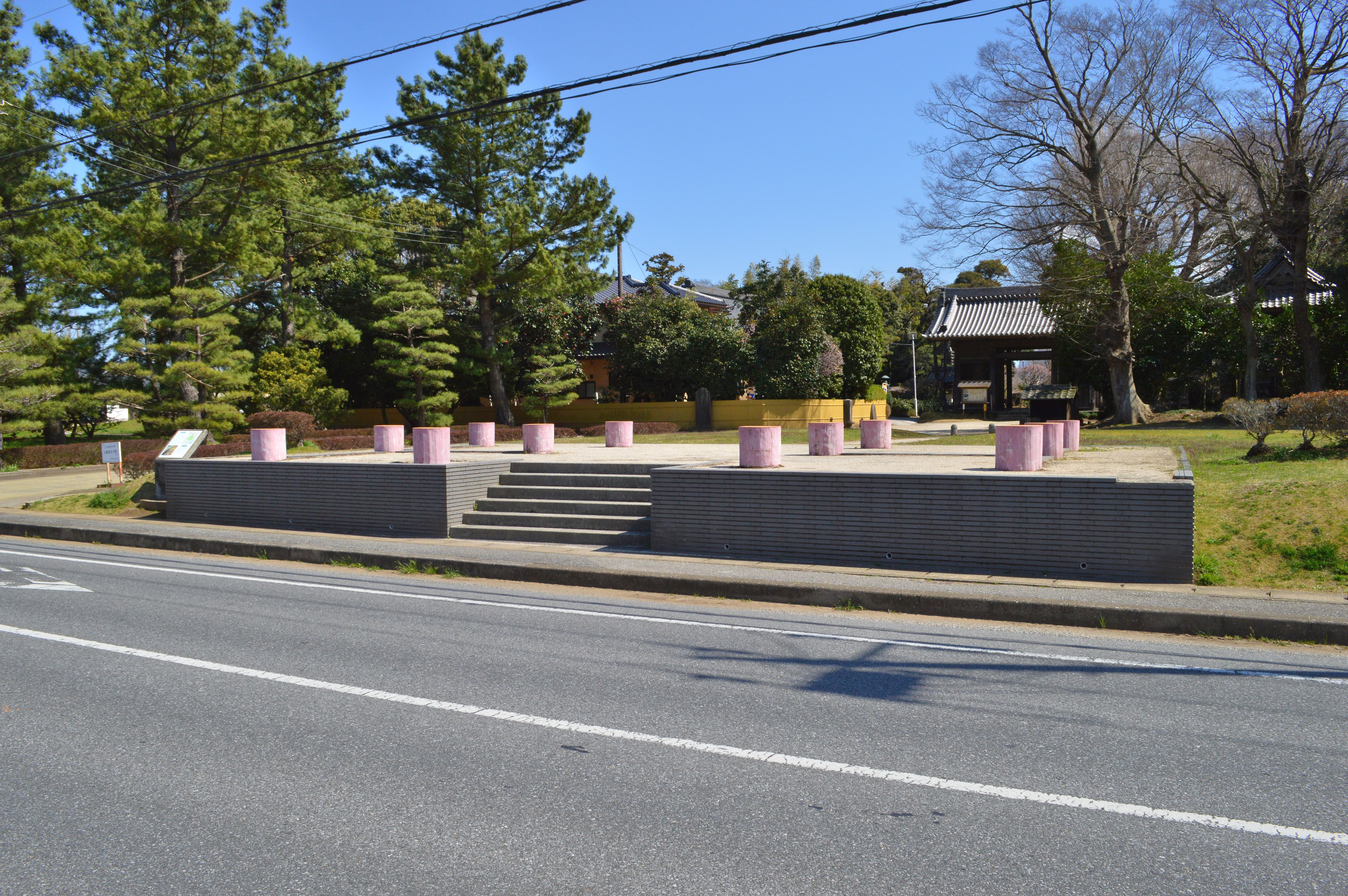
西門跡
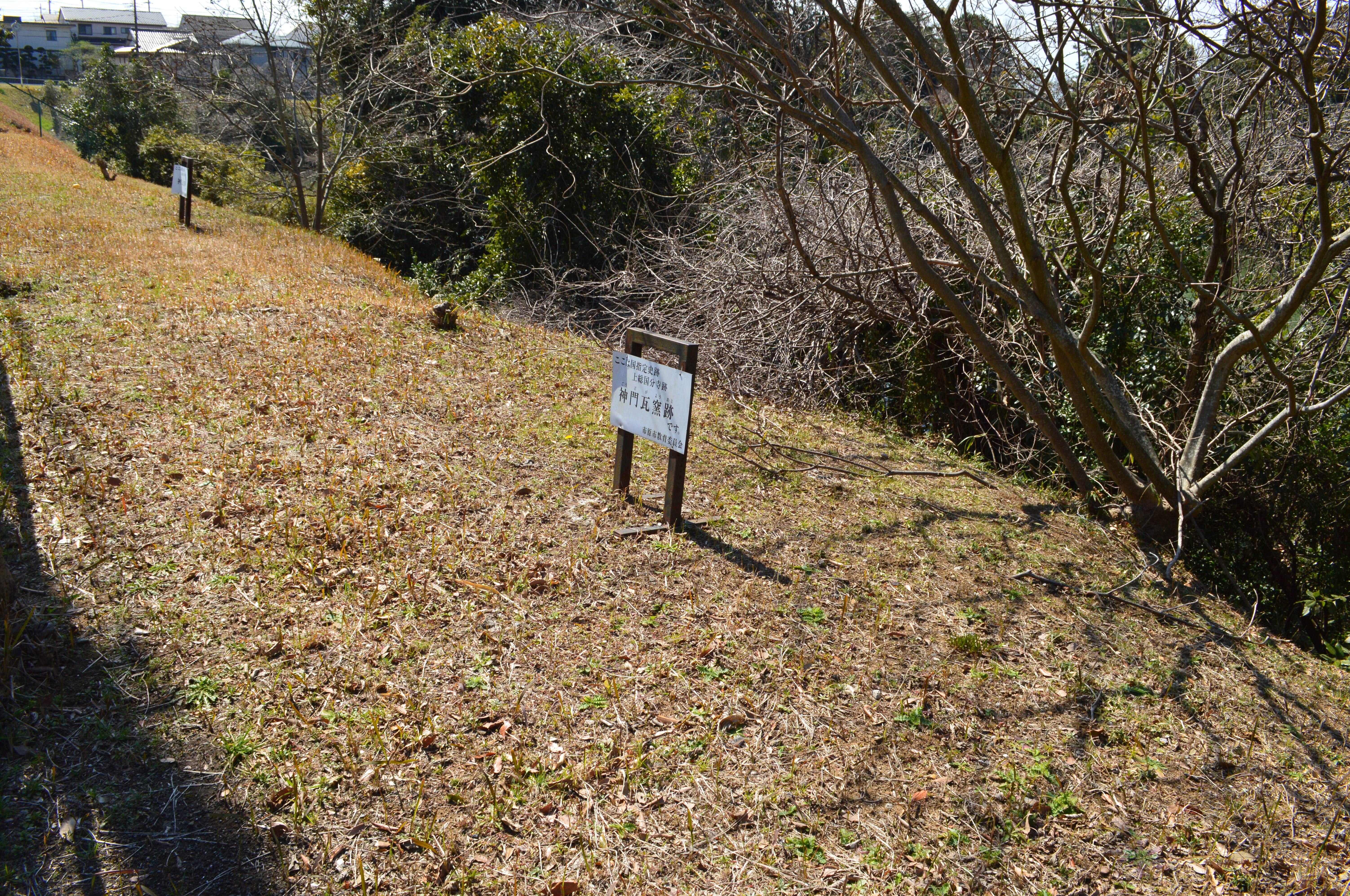
神門瓦窯跡
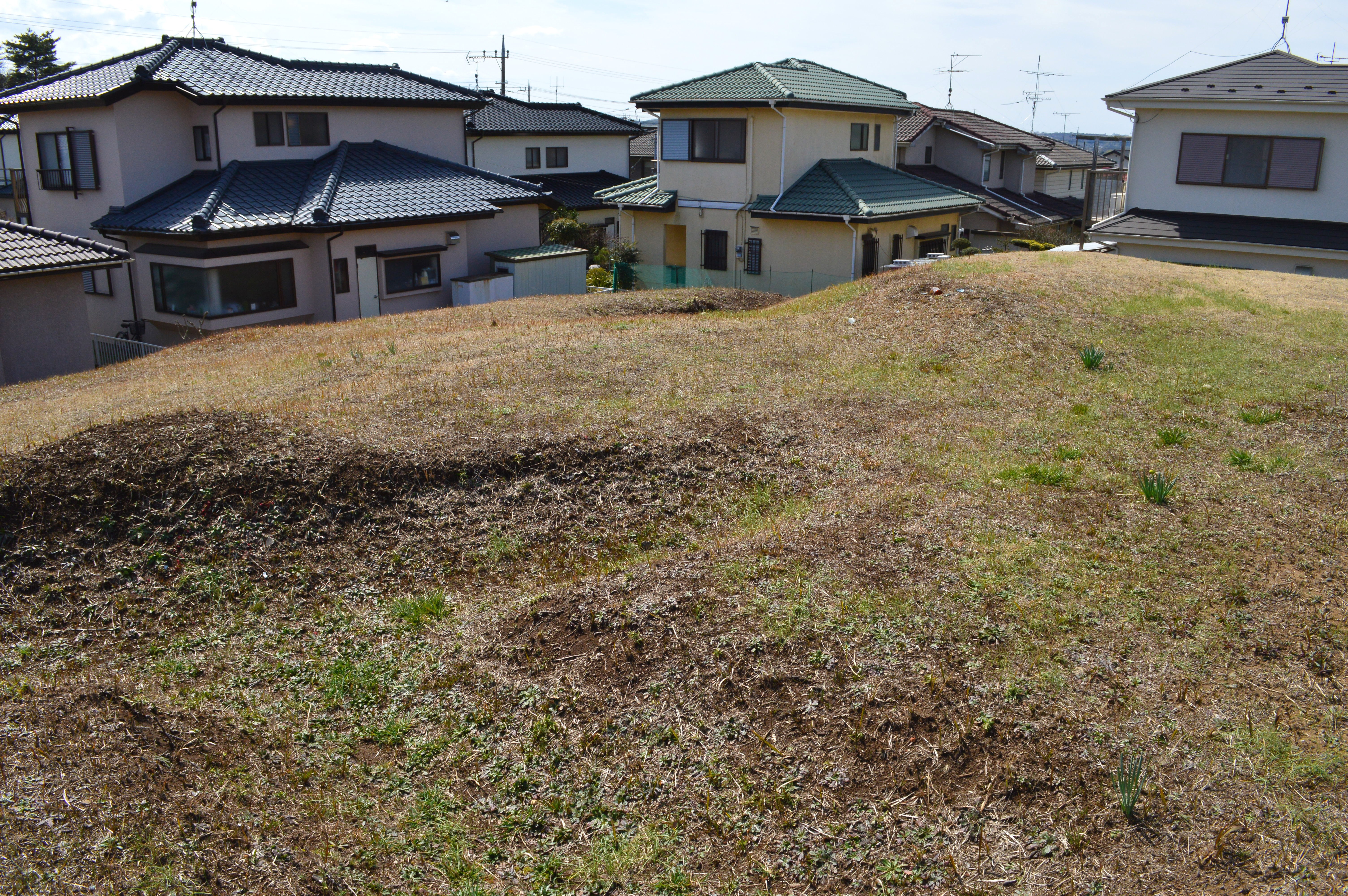
南田瓦窯跡
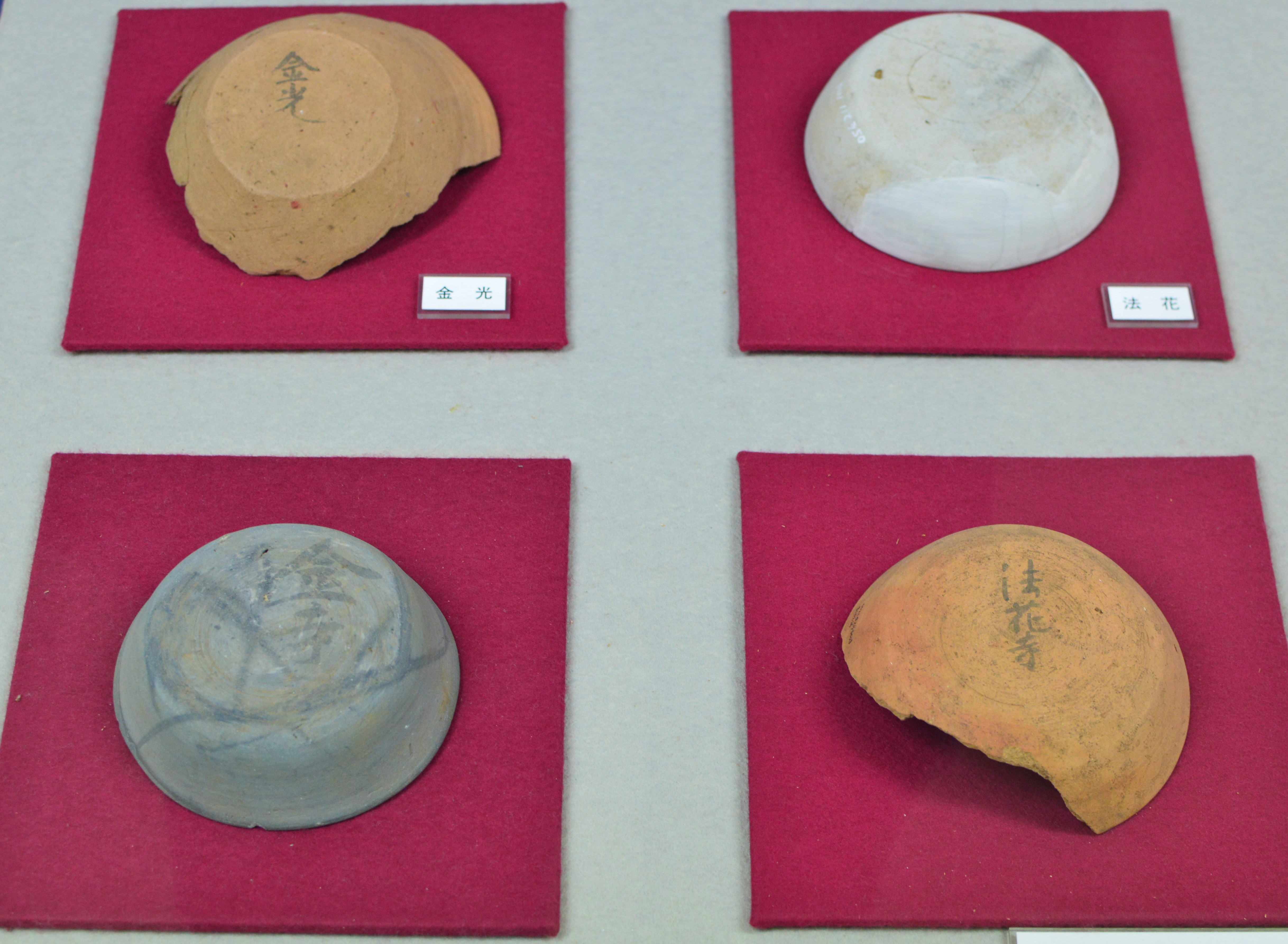
僧寺跡・国分尼寺跡出土 墨書土器 史跡上総国分尼寺跡展示館展示。

## 文化財

### 国の史跡
- 上総国分寺跡 - 昭和4年12月17日指定、昭和46年6月29日と昭和54年12月22日に指定範囲の追加指定[3]。

### 市原市指定文化財
- 薬師堂（附 厨子）（建造物） - 昭和62年3月1日指定。
- 将門塔（建造物） - 所有者は市原市。昭和54年3月10日指定。
- 木造金剛力士像（阿形） （附 木造金剛力士像（吽形））（彫刻） - 平成18年8月28日指定。

## 現地情報
所在地
- 千葉県市原市惣社1丁目7-23

交通アクセス
- 鉄道
  - 小湊鉄道線 上総村上駅 （徒歩約15分）
  - 東日本旅客鉄道（JR東日本）内房線 五井駅 （徒歩約35分）

周辺
- 上総国分尼寺跡 - 一部復元、展示館あり。
- 戸隠神社 - 上総国総社推定地。
- 神門5号墳 - 千葉県指定史跡。
- 稲荷台1号墳 - 「王賜」銘鉄剣が出土。

## 関連文献
（記事執筆に使用した文献）
- 『上総国分僧寺の測量・GPR（第1次）調査（早稲田大学東アジア都城・シルクロード考古学研究所 デジタル調査概報 第3冊）』早稲田大学東アジア都城・シルクロード考古学研究所、2021年。 - リンクは奈良文化財研究所「全国遺跡報告総覧」。